# 김병운
김병운(金秉云, 1957년 ~)은 전주지방법원과 수원지방법원에서 법원장을 역임한 법조인이다.

## 생애
1957년 충청북도 옥천군에서 태어나 대전고등학교와 서울대학교 법학과를 졸업하고 제22회 사법시험에 합격했다. 12기 사법연수원을 수료하고 육군 법무관을 전역한 이후에 춘천지방법원 판사에 임용되었다. 서울중앙지방법원, 대전지방법원, 서울행정법원, 대전고등법원, 서울고등법원에서 부장판사를 지내다 2011년 11월에 법원장으로 승진하여 전주지방법원과 수원지방법원에서 법원장을 하다가 2014년 2월 퇴임하여 법무법인 바른에서 변호사를 하였다.

## 경력
- 2010년 5월 서울고등법원 수석부장판사
- 2011년 11월 제46대 전주지방법원 법원장
- 2013년 2월 ~ 2014년 2월 제31대 수원지방법원 법원장
- 2013년 2월 ~ 2014년 2월 경기도 선거관리위원회 위원장
- 2014년 2월 법무법인 바른 변호사

## 주요 판결
- 서울지방법원 형사합의23부 재판장으로 재직하던 2003년 9월 4일에 희망돼지 저금통 1만3천여개를 15차 례에 걸쳐 무상분배하고 지지서명을 받은 혐의로 불구속 기소된 김모씨 등 노사모 회원 4명에 대해 "희망돼지 저금통이 노무현 후보의 당선을 위해 선거에 영향을 미치려했다는 목적은 인정되지만 법이 금지한 광고물로 볼 수는 없다"고 하면서 "희망돼지 저금통 배부후 받은 이름과 연락처 역시 저금통 회수를 위해 받아둔 것일 뿐, 특정후보를 지지하거나 반대한다는 의사를 표현한 것이라고 볼 증거가 없어 선거법이 금지한 서명행위로 볼 수 없다"며 무죄를 선고하면서 불법 유인물을 배포하고 희망티켓을 통해 불법 정치자금을 모금한 문성근에 대해 혐의를 인정하여 벌금 450만원 추징금 20만원을 선고했다. 희망돼지 저금통에 대해 처음으로 무죄선고를 했다.[1] 2004년 3월 25일에 2000년 국회 산업자원위원장 시절에 현대건설로부터 청탁 명목으로 3천만원을 수수한 혐의로 구속기소된 박광태 광주시장에게 징역2년6월 추징금 3천만원을 선고했다.[2] 4월 1일에 국방부 재직시절인  1998년부터 2002년까지 23차례에 걸쳐 군납업자 정씨로부터 뇌물 1억3100만원을 받은 혐의로 구속기소된 이모 예비역 소장에 대해 징역 6년과 추징금 1억6870만여원을 선고하면서 같은 혐의로 기소된 황모 전 국방과학연구소 제2체계 개발연구소장에 대해서는 징역 2년6월 집행유예3년, 추징금 1500만원을 선고했다.[3] 4월 8일에 썬앤문그룹에 대한 감세를 지시한 혐의(직권남용에의한 권리행사 방해 등)로 구속 기소된 손영래 전 국세청장에 대해 징역 1년6월이 선고했다.[4] 4월 13일에 부산의 피시방에서 한 신문사 인터넷 사이트에 접속해 열린우리당 ㄱ의원을 간첩으로 지목하면서 "사형이 선고됐다"는 등 거짓사실을 공표한 혐의 등으로 구속기소된 김모씨에게 징역 8월의 실형을 선고했다.[5] 5월 13일에 대한민국 제16대 대통령 선거를 앞두고 삼성·엘지 등 국내 대기업들로부터 모두 575억원의 불법 대선자금을 받은 정치자금법 위반 등으로 구속기소된 서정우 변호사에게 징역 4년을 선고했다.[6] 6월 3일에 공금 38억4천만원을 개인적으로 유용하고. 아디다스코리아 김현욱 전 회장, 훼르자 대표, 이광태 부산양궁협회장 등으로부터 용품 선정 등의 청탁과 함께 8억1천만원을 받은 혐의와 해외에서 기소된 아들 변호사비 명목으로 해외에 송금한 외환거래법 위반 등의 혐의로 구속기소된 김운용 국제올림픽위원회 부위원장에게 징역 2년6월 추징금 7억8천8백여만원을 선고했다.[7] 7월 22일에 대한민국 제17대 국회의원 선거를 앞두고 정치인 얼굴을 합성한 포스터 등을 제작해 인터넷에 유포하여 선거법 위반으로 불구속 기소된 대학생 신모씨에 대해  "패러디물 대부분이 특정 정당의 의원들을 소재로 이들을 비판하는 내용인 점을 볼 때 풍자, 해학, 악의가 용인되는 수준을 넘어섰다"며 "국회의원 선거와 관련시켜 낙선운동 또는 영향을 미치려 했던 것으로 보인다"고 하면서 벌금 150만원을 선고했다. 정치 패러디물을 인터넷에 게재한 것으로 최초의 유죄 선고이다.[8] 7월 26일에  썬앤문그룹으로부터 각각 1억원과 500만원의 불법 정치자금을 받은 정치자금법위반 등으로 불구속 기소된 이광재 의원에 대해 벌금 3000만원에 추징금 500만원을 선고했다.[9]